# Bürgeruniversität
So genannte Bürgeruniversitäten werden von deutschen Hochschulen organisiert. Ziel ist es dabei, über die Studenten und die akademischen Mitarbeiter hinaus weitere Bevölkerungsteile („Bürger“) anzusprechen und für Wissenschaftsthemen zu begeistern sowie die öffentliche Wahrnehmung in den jeweiligen Städten dafür zu verstärken.
Die bestehenden Bürgeruniversitäten und ihre Aktivitäten bieten derzeit noch ein uneinheitliches Bild. Eine eindeutige Definition ist noch nicht möglich. 
Eine Bürgeruniversität fungiert im Allgemeinen als ein Instrument der Öffentlichkeitsarbeit. 
Ein bundesweit einzigartiges Profil als "Bürgeruniversität" hat die Heinrich-Heine-Universität Düsseldorf (HHU) entwickelt. Auf Basis einer 2018 verabschiedeten entsprechenden Strategie fördert die HHU im Rahmen verschiedener Maßnahmen (öffentliches Veranstaltungsprogramm für Bürgerinnen und Bürger, verschiedene Förderprogramme und Fortbildungen für HHU-Forschende) gezielt den Dialog zwischen der Universität und der Öffentlichkeit. Das Veranstaltungsprogramm der Bürgeruniversität findet meist im Haus der Universität statt.